# ایمی همپل
ایمی همپل (انگلیسی: Amy Hempel؛ زادهٔ ۱۴ دسامبر ۱۹۵۱) نویسنده داستان کوتاه و روزنامه‌نگار آمریکایی است. وی در کالج بنینگتون و دانشگاه فلوریدا نویسندگی خلاق تدریس می‌کند. وی همچنین برنده جوایزی همچون جایزه پن/ مالامود و کمک هزینه گوگنهایم شده‌است.